# 黃翔 (詩人)
黄翔（1941年12月26日—）是中国诗人和书法家，在文化大革命後聲名鵲起，80年代贵州诗人的代表之一。

## 早年
黄翔生於湖南省桂东县，當時正值一场大火，他和母亲被抬到附近的寺庙避难。黃翔自年輕時开始寫詩，题材主要有關政治、哲学、鄉土、精神生活和有影響力的文学前輩。
黄翔的青少年時代经历了中国共产党奪取政權和毛泽东發動的文化大革命。黃家為地主家庭，黄父是国民党情報方面的将领，1951年在中國東北被共产党处决。這種家庭背景使黃翔從小深受共产党政權歧视對待。上小学时，黃翔被剥夺了参加课外活动的机会，還被迫打扫厕所。由于他是国民党人之子，他無法接受中学教育，這对渴望教育的他产生了很大负面影响。不過十岁时，他在祖父母家中发现一个隐蔽的阁楼，里面放着他父亲多年前留给他的書籍，包括大学课本，老子等人的文学经典，以及西方如亚伯拉罕·林肯著作等作家、诗人和政治家作品的中译本。
因無法唸中學，1956年到贵阳當工人，1959年到1995年間，由于他的诗歌内容以及他倡导人权和争取民主的斗争，黃翔六度入獄，在中国監獄和勞改營共度过了十二年。

## 創作生涯

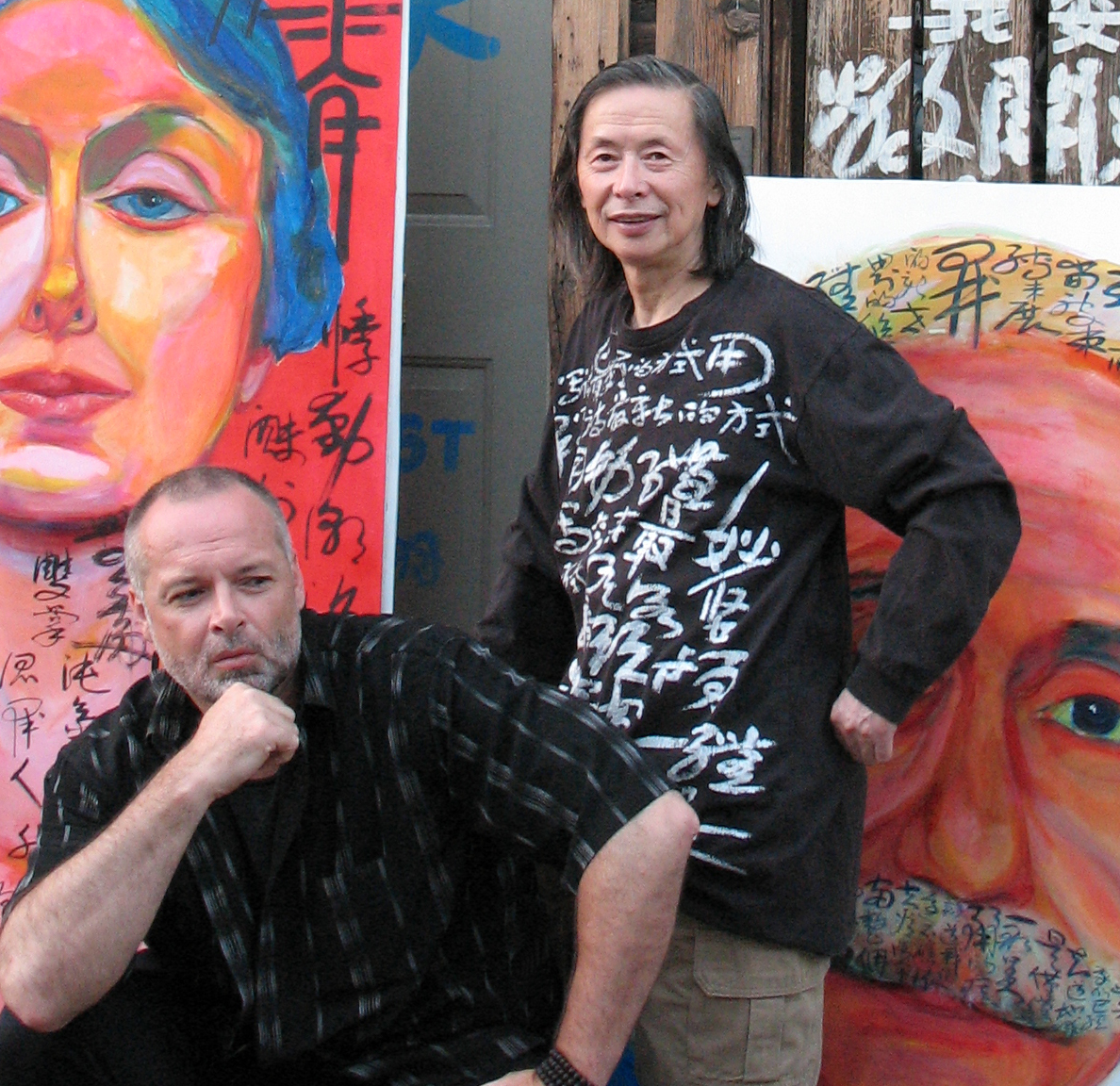
黃翔与威廉·洛克以及他们合作的「世紀的群山」画作伊莎多拉·邓肯和阿尔伯特·爱因斯坦。

### 西單民主墙
1978年11月24日，黄翔等人在天安门广场毛主席纪念堂附近的围栏上张贴了谴责文革和毛泽东本人的诗词海报。之后宣布成立启蒙社，其目的是倡导中國宪法所载的自由。这是自1949年以来在中国成立的第一个非政府、无党派、民间组织。
同年黄翔参加了西单民主墙。1979年1月1日，黄翔在民主墙上貼了一封致时任美国总统吉米·卡特的公开信，呼吁他将中国的人权问题列入国际政治议程。
1979年3月，邓小平和中国共产党镇压了民主牆等呼籲中国民主的人士。黄翔被捕并被判劳改。同年晚些时候，黄翔被中共中央要求到北京在国际记者面前表示對邓小平的政策的支持，但他予以拒绝。他随后被送回监狱，次年，中央禁止出版黃翔的作品。
1995年与北京作家出版社签约，出版黃翔的系列作品。然而在初版预定发行后，黄的作品在中国仍然被禁止。由于持续的迫害，黄翔和妻子張麗被迫离开中国，并最终在美国获得庇护。
尽管他继续反对中国共产党，并在中共政權下多次入狱，但黄的诗歌仍然反映出对中国充满希望的看法。
2004年10月，黄翔受邀成為匹兹堡的北美避難城網路駐市作家。

### 避難城
黄翔2004年夏天成為宾夕法尼亚州匹兹堡北区的避难城项目的第一位駐市作家。避难城的宗旨是为在本国面临死亡、监禁或迫害威胁而流亡的作家提供庇护所。加入项目后不久，黄翔就在屋子外面贴满了书法和诗词。它現在是匹兹堡最受欢迎的地标之一。在避難城居住期滿后，黄翔与妻子搬到了纽约市。2008年，黃翔曾回中国探亲访友。但2011年黃母去世時，黃翔因年老無法動身，已加入美國國籍的妻子也沒能獲得中國簽證。

### 世紀的群山
到美國之後黄翔嘗試用艺术架起东西方的桥梁，弘扬普世人性。黃翔与美国艺术家威廉·洛克（William Rock）開展了名为世紀的群山（The Century Mountain Project）的藝術合作。以黄翔的书法诗歌和威廉洛克的彩绘肖像为特色的巨幅画作描绘了几个世纪以来的多位著名人物。截至2012年，已经完成了 90多幅包括以沃尔特·惠特曼、埃米莉·狄更生、梵高、马丁·路德·金和圣雄甘地为主题的肖像画。黄翔与洛克的合作艺术受到了国际关注。2010年，西班牙塔拉戈纳在The Antiga Audiencia举办了世紀的群山画展。世紀的群山被譽為「创造了跨人类的视觉对话。」

## 作品

### 詩集
- 《黄翔――狂饮不醉的兽形》（1998）
- 《黄翔禁毁诗选》（1999）
- 《总是寂寞》（2002）
- 《我在黑暗中摇滚喧哗》（2002）
- 《非纪念碑── 一个弱者的自画像》（2002）
- 《独自寂寞中悄声细语》（2003）
- 《活着的墓碑——魇》（2003）
- 《裸隐体和大动脉》（2003）
- 《诗――没有围墙的居室》（2003）
- 《今生有约》（2009）

### 散文
- 《梦巢随笔》（2001）
- 《在意大利的天空下——文艺复兴故乡精神之旅》（2005）

### 評論
- 诗论《沉思的雷暴》（2002）
- 文论《锋芒毕露的伤口》（2002）

### 自传與小說
- 自傳《喧嚣与寂寞》（2003）
- 自传体长篇小说《自由之血》（2003）
- 小說《刀尖上的天空》（2008）